# Felice Bonetto
Felice Bonetto, italijanski dirkač Formule 1, * 9. junij 1903, Manerbio, Brescia, Italija, † 21. november 1953, Silao, Mehika.
Felice Bonetto je pokojni italijanski dirkač Formule 1. Kariero v Formuli 1 je začel v prvi sezoni 1950 in že svojo prvo dirko za Veliko nagrado Švice je končal med dobitniki točk na petem mestu. V sezoni 1951 je dosegel četrto mesto na Veliki nagradi Velike Britanije in tretje mesto na predzadnji dirki sezone za Veliko nagrado Italije. V naslednji sezoni 1952 je nastopil le na dveh dirkah in dosegel eno peto mesto, v sezoni 1953 pa je ob dveh četrtih mestih dosegel še tretje mesto na Veliki nagradi Nizozemske, kar je njegova izenačena najboljša uvrstitev kariere. Na mehiški dirki športnih dirkalnikov Carrera Panamericana istega leta se je smrtno ponesrečil, ko je zletel s ceste in trčil v obcestno svetilko.

## Popolni rezultati Formule 1
(legenda) (odebeljene dirke pomenijo najboljši štartni položaj, poševne pa najhitrejši krog, †-uvrščen kljub odstopu)
| Leto | Moštvo                    | Šasija           | Motor                 | 1       | 2   | 3     | 4     | 5       | 6       | 7       | 8     | 9       | Prv | Toč |
| ---- | ------------------------- | ---------------- | --------------------- | ------- | --- | ----- | ----- | ------- | ------- | ------- | ----- | ------- | --- | --- |
| 1950 | Scuderia Milano           | Maserati 4CLT/50 | Maserati Straight-4   | VB      | MON | 500   | ŠVI 5 | BEL     | FRA Ret |         |       |         | 19. | 2   |
| 1950 | Scuderia Milano           | Milano Speluzzi  | Maserati Straight-4   |         |     |       |       |         |         | ITA DNS |       |         | 19. | 2   |
| 1951 | Alfa Romeo SpA            | Alfa Romeo 159A  | Alfa Romeo Straight-8 | ŠVI     | 500 | BEL   | FRA   | VB 4    | NEM Ret | ITA 3   |       |         | 8.  | 7   |
| 1951 | Alfa Romeo SpA            | Alfa Romeo 159M  | Alfa Romeo Straight-8 |         |     |       |       |         |         |         | ŠPA 5 |         | 8.  | 7   |
| 1952 | Officine Alfieri Maserati | Maserati A6GCM   | Maserati Straight-6   | ŠVI     | 500 | BEL   | FRA   | VB      | NEM DSQ | NIZ     | ITA 5 |         | 16. | 2   |
| 1953 | Officine Alfieri Maserati | Maserati A6GCM   | Maserati Straight-6   | ARG Ret | 500 | NIZ 3 | BEL   | FRA Ret | VB 6    | NEM 4   | ŠVI 4 | ITA Ret | 9.  | 6.5 |